# Milo (hrabstwo Piscataquis)
Milo – jednostka osadnicza w Stanach Zjednoczonych, w stanie Maine, w hrabstwie Piscataquis.